# Aiwa
Aiwa (Aiwa Corporation) var en japansk elektroniktillverkare som bland annat tillverkade stereoanläggningar, kassettbandspelare och bilstereoapparater men även video- och TV-apparater. Företaget köptes upp av Sony och 2006 försvann det från marknaden. Aiwa grundades 1951 och integrerades helt i Sony 2002. Aiwas verksamhet dominerades av ljudprodukter som stationära och bärbara stereoapparater, CD- och kassettbandspelare. Man tillverkade även modem och luftrenare.